# Rugby en Colombia
El rugby en Colombia se practica desde finales de la década de los ochenta, por medio de ciudadanos franceses, ingleses y algunos sudamericanos que jugaban en sus ratos libres los domingos, inicialmente en Bogotá, más exactamente en el Bogotá Sport Club. Cabe recordar algunos nombres como: Felipe Bernaube , Héctor Hernández, Carlos Andrés Montañez, Jean Pierre.

## Historia
La Universidad Nacional, fue la primera en conformar un equipo, expandiéndose luego hacia otras universidades del país.
En Medellín, para los años noventa se dio un movimiento rugbístico que incorporó por primera vez a las mujeres. Jugadores y entrenadores extranjeros contribuyeron a la construcción de una tradición del deporte en la ciudad.
En 1997 y 1998, se fundaron los primeros clubes de rugby y empezaron a realizarse campeonatos a nivel nacional con clubes de Bogotá, Medellín y Bucaramanga, en la era de Hans Rausch como presidente de la ProFederación Colombiana de Rugby.
Para 2000, el neozelandés William Nelson Paul, ejerció por siete años la presidencia de este organismo donde alcanzó la afiliación de Colombia a la International Rugby Board (IRB), comenzó desde 2001 la participación de las selecciones nacionales en torneos a nivel internacional (Torneos Sudamericanos de la CONSUR y Eliminatorias a Mundiales de la IRB). En 2003, Colombia fue por primera vez sede del Sudamericano de Mayores B en la ciudad de Bogotá.
En Medellín el 9 de febrero de 2008, se creó un organismo de transición integrado por los señores Luis Manuel Salazar Burgos por la Zona Centro (Bogotá y Meta), Andrés Roberto Gómez Castaño por la Zona Noroccidente (Antioquia), Atahualpa Quintero Zapata por la Zona Eje Cafetero (Risaralda y Quindío), Efraín Paz Garcìa por la Zona Suroccidente (Valle y Nariño) y Harold Rodrigo Ortega Mogollón por la Zona Oriente (Santander y Norte de Santander), este último siendo el Vocero de esta comisión ante la CONSUR y la International Rugby Board, inició las gestiones de la constitución jurídica de este organismo y el Plan de Desarrollo a nivel nacional en el período 2008-2012. 
Durante la gestión y administración de esta comisión, se alcanzaron avances significativos como: El aumento de un 453% de jugadores en Colombia (de 1728 jugadores en 2007 a 8612 a finales de 2012); la obtención de cuatro títulos en el Sudamericano Juvenil B de Rugby para menores de 18 ños (Lima 2009, Medellín 2010, Lima 2011 y Lima 2014). En el Sudamericano de Rugby B Categorìa Mayores Masculino, triunfó en la edición San José 2009 y Colombia 2014. En la modalidad de Seven-A-Side Femenino obtuvo los subcampeonatos de Viña del Mar 2007, Mar del Plata 2010 y Río 2012.
El 8 de junio de 2015, la Selección Femenina de Rugby Seven, ganó el Seven Sudamericano Femenino, obteniendo el clasificatorio a los Juegos Olímpicos Río de Janeiro 2016, siendo la única selección sudamericana en clasificar de manera directa en el proceso de reinclusiòn del rugby en el certamen olímpico, aparte de Brasil que clasificó automáticamente en condición de local.